# Bei Dao
Bei Dao, właśc. Zhao Zhenkai (趙振開), ur. 2 sierpnia 1949 w Pekinie – chiński poeta. Jego pseudonim (dosł. „Północna Wyspa”) wziął się z tego, że pochodził z północy oraz z jego skłonności do odseparowania się od otoczenia. Bei Dao jest jednym z najwybitniejszych Mglistych Poetów, grupy poetyckiej, sprzeciwiającej się restrykcjom jakie niosła dla Chin rewolucja kulturalna.
Jako nastolatek Bei Dao był członkiem Czerwonej Gwardii, entuzjastycznym zwolennikiem Mao Zedonga. W ciągu jedenastu porewolucyjnych lat jednak stał się znacznie bardziej sceptyczny wobec chińskiej rzeczywistości, zmieniając radykalnie swoje młodzieńcze poglądy.
Bei Dao oraz Mang Ke utworzyli „Jintian” („Dzisiaj”), główne czasopismo „Mglistych Poetów”, ukazujące się w latach 1978-1980, kiedy to jego zakazano jego dalszej publikacji. Twórczość „mglistych” i Bei Dao inspirowana była w szczególności prodemokratycznymi ruchami w Chinach tego okresu. Jego najważniejszy utwór: „Huida” („Odpowiedź”) powstały podczas incydentów na Placu Tian’anmen w roku 1976, w których sam autor brał czynny udział. Wiersz szybko uznano za hymn ruchu prodemokratycznego. Znalazł się również 13 lat później na plakatach i ulotkach demonstrantów podczas protestu na Placu Tian’anmen w 1989 roku. Sam poeta był w owym czasie w Berlinie i jego powrót do Chin stał się już niemożliwy. Jego żonie Shao Fei oraz córce zabroniono opuszczania Chin, co oddzieliło ich na blisko 6 lat.
Od 1987 Bei Dao mieszkał i nauczał w Anglii, Niemczech, Norwegii, Danii, Holandii, Francji oraz Stanach Zjednoczonych. Jego twórczość przetłumaczono na 21 języków.
Bei Dao jest laureatem licznych nagród i wyróżnień, między innymi Nagrody Tucholsky'ego szwedzkiego oddziału PEN, międzynarodowej nagrody poetyckiej Argana fundowanej przez Dom Poezji w Maroku czy PEN/Barbara Goldsmith Freedom to Write Award. Jest honorowym członkiem Amerykańskiej Akademii Sztuki i Literatury. Wykładał na Uniwersytecie Notre Dame w Indianie, Uniwersytecie Alabama, w Tuscaloosa, Beloit College w Wisconsin. Obecnie jest profesorem nauk humanistycznych w Centrum Studiów Azji Wschodniej na Uniwersytecie Hongkong. Był wielokrotnie nominowany do Literackiej Nagrody Nobla.

## Dorobek artystyczny
Poezja:
- The August Sleepwalker Trans. Bonnie S. McDougall (New Directions, 1990)
- Old Snow Trans. Bonnie S. McDougall & Chen Maiping (New Directions, 1991)
- Forms of Distance. Trans. David Hinton (New Directions, 1994) ISBN 0-8112-1266-1
- Landscape Over Zero. Trans. David Hinton & Yanbing Chen (1996)
- Unlock. Trans. Eliot Weinberger & Iona Man-Cheong (New Directions, 2000) ISBN 0-8112-1447-8
- At the Sky's Edge: Poems 1991-1996. (New Directions, 2001) ISBN 0-8112-1495-8
- Midnight's Gate. Trans. Matthew Fryslie, ed. Christopher Mattison (New Directions, 2005) ISBN 0-8112-1584-9

Nowele:
- Waves. Trans. Bonnie S. McDougall & Susette Ternent Cooke (New Directions, 1990)